# Lehmkaul (Bergisch Gladbach)
Lehmkaul, auch Leimkauler Gut genannt, war ein altes Ackergut und ein Wohnplatz auf dem Gebiet des heutigen Stadtteils Stadtmitte der Stadt Bergisch Gladbach  im Rheinisch-Bergischen Kreis.

## Lage und Beschreibung
In einer Zehntrolle aus dem 18. Jahrhundert wird die Lage des Leimkauler Guts wie folgt beschrieben: „Leimkauler Gut, dem Joan Fuchs gehörig, hat ein Stück Land, schießet mit einem Vorhaupt auf eigenen Garten, rechterseits langs Steufelsberger Guts Land und Driesch, linkerseits langs eigenen Guts Busch, ist schlechter Grund, liegt halb driesch […].“.
Das Leimkauler Gut war mit ca. sechs Morgen und drei Viertelscheid Grundbesitz ausgestattet. Der Name rührt von einer Lehmkaule, die Lehm für den Bau der Fachwerkhäuser lieferte.

## Geschichte
Aus der oben angegebenen Zehntrolle ergibt sich, dass das Leimkauler Gut zu dieser Zeit Teil der Honschaft Gladbach im Amt Porz war.
Unter der französischen Verwaltung zwischen 1806 und 1813 wurde das Amt Porz aufgelöst und Lehmkaul wurde politisch der Mairie Gladbach im Kanton Bensberg zugeordnet. 1816 wandelten die Preußen die Mairie zur Bürgermeisterei Gladbach im Kreis Mülheim am Rhein. Mit der Rheinischen Städteordnung wurde Gladbach 1856 Stadt, die dann 1863 den Zusatz Bergisch bekam.
| Jahr | Einwohner | Wohn- gebäude | Kategorie | Bemerkung        |
| ---- | --------- | ------------- | --------- | ---------------- |
| 1822 | 5         |               | Hofstelle | Leimkaul genannt |
| 1830 | 9         |               | Hofstelle | Leimkaul         |
| 1845 | 4         | 1             | Ackergut  |                  |
| 1885 | 21        | 4             | Wohnplatz |                  |

Danach ist der Ort nicht mehr aufgeführt.